# Radbod von Trier
Radbod von Trier (auch Radpod oder Ratbod; † 30. März 915) war von 883 bis 915 Erzbischof von Trier.

Radbod entstammte einem alemannischen Geschlecht und wurde vermutlich in St. Gallen ausgebildet. Anschließend war er Abt des Klosters Mettlach. König Arnulf von Kärnten übertrug ihm 888 die Abtei St. Servatius in Maastricht und 892 auch die Abtei Echternach. 
Am 8. April 883 wurde er zum Erzbischof von Trier gewählt. Sein Hauptanliegen war der Wiederaufbau des Trierer Bistums nach den Normanneneinfällen des Jahres 882. Unter Zwentibold, Ludwig dem Kind und Karl dem Einfältigen diente Radbod als Leiter der Kanzlei. An der Synode von Trebur 895 nahm er teil. Am 5. Februar 898 erhielt er vom König Zwentibold ein Immunitätsprivileg für die Trierer Kirche. Ebenfalls in 898 erhielt er vom Zwentibold das Recht, eigene Münzen zu prägen. Es ist nicht bekannt, ob alle auf Radbod folgenden Bischöfe Münzen geprägt haben. Ein weiteres wichtiges Diplom erfolgte am 23. Januar 899, in dem die Gastungspflicht der Trierer Kirche aufgehoben und ihre Gerichtsbarkeit ausgebaut wurde. 899 nahm er Regino von Prüm bei sich auf, der nach Auseinandersetzungen mit dem Eifeler Adel aus seiner Abtei fliehen musste. Radbod wurde ein eifriger Förderer Reginos. Ihm übertrug er den Wiederaufbau der verwüsteten Abtei St. Martin in Trier an. 913 erhielt Radbod von Karl das Recht, den Trierer Erzbischof durch Volk und Klerus frei zu wählen.